# Rhyacophila imitabilis
Rhyacophila imitabilis är en nattsländeart som beskrevs av Arefina in Schmid, Arefina och Levanidova 1993. Rhyacophila imitabilis ingår i släktet Rhyacophila och familjen rovnattsländor. Inga underarter finns listade i Catalogue of Life.